# (32408) 2000 RU12
2000 RU12 (asteroide 32408) é um asteroide da cintura principal. Possui uma excentricidade de 0.05573120 e uma inclinação de 10.17512º.
Este asteroide foi descoberto no dia 1 de setembro de 2000 por LINEAR em Socorro.